# Epimedium pubigerum
Epimedium pubigerum är en berberisväxtart som först beskrevs av Dc., och fick sitt nu gällande namn av Morren och Decaisne. Epimedium pubigerum ingår i släktet sockblommor, och familjen berberisväxter. Inga underarter finns listade i Catalogue of Life.

## Bildgalleri

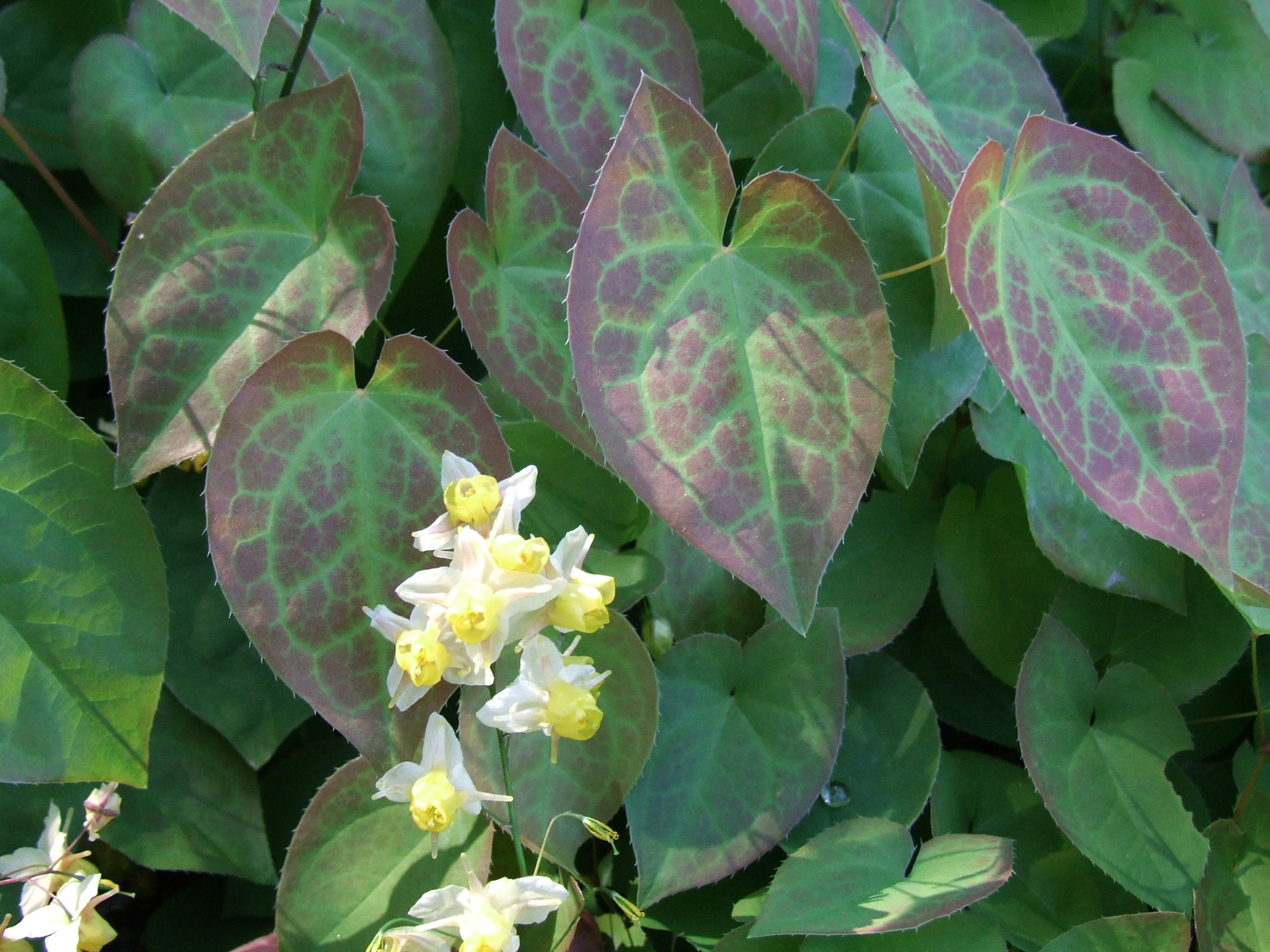
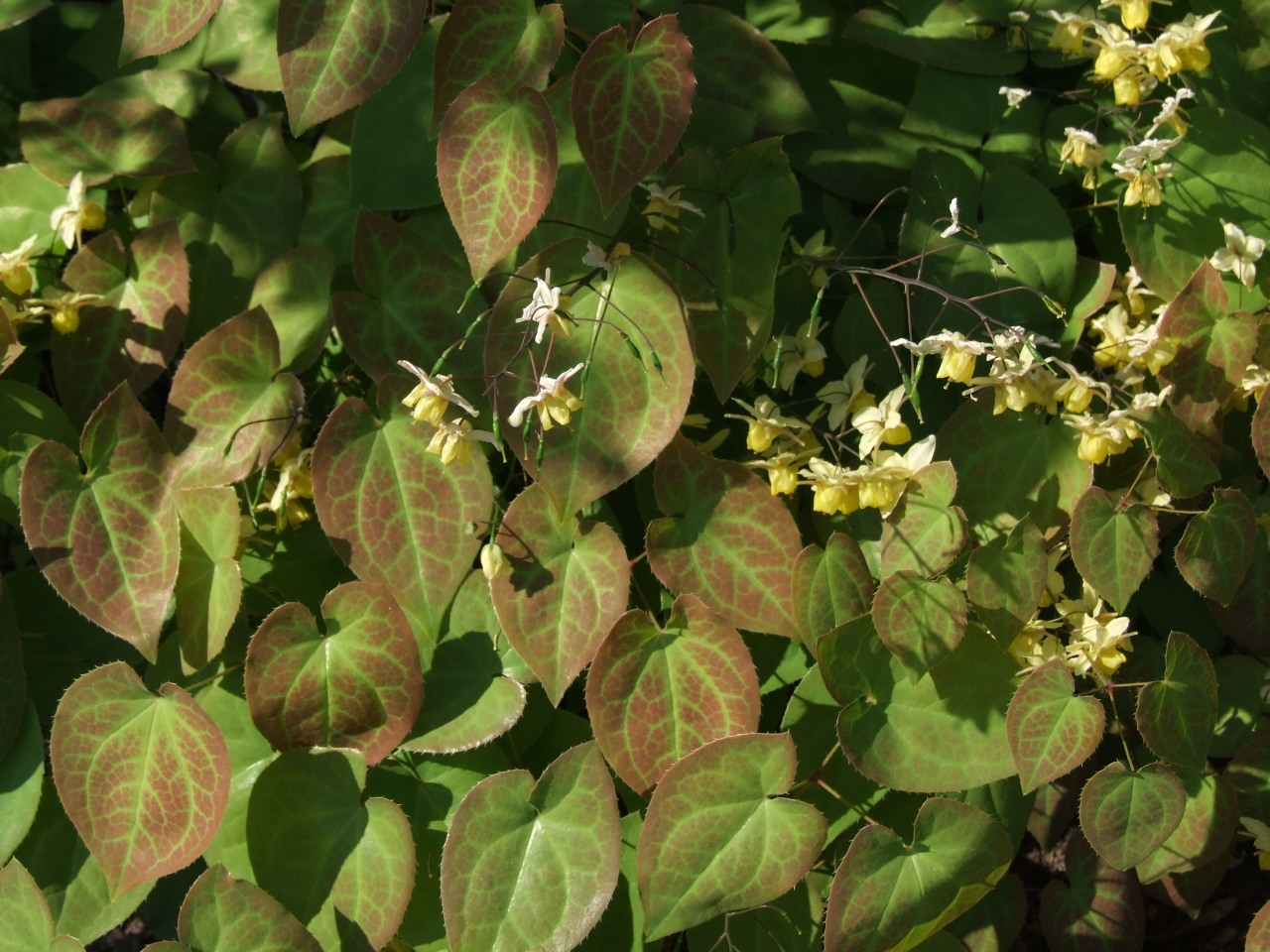